# Хвойний
Хво́йний (рос. Хвойный) — селище у складі Читинського району Забайкальського краю, Росія. Входить до складу Ліснинського сільського поселення.

## Населення
Населення — 32 особи (2010; 48 у 2002).
Національний склад (станом на 2002 рік):
- росіяни — 96 %